# Veliki Budikovac
Koordinati:   43°01′40″N, 16°14′30″E
Veliki Budikovac je majhen nenaseljen otoček v Jadranskem morju. Pripada Hrvaški.
Veliki Budikovac, v nekaterih zemljevidih zapisan tudi kot Budihovac, leži severovzhodno od otočka Ravnik. Oddaljen je okoli 3 km jugovzhodno od naselja Rukovac na otoku Visu. Njegova površina meri 0,317 km². Dolžina obalnega pasu je 3,46 km. Najvišji vrh je visok 35 mnm.